# Лящук Дмитро Тимофійович
Дмитро Тимофійович Лящу́к (нар. 10 березня 1961, Київ — пом. 29 грудня 2015, Київ) — український живописець; член Спілки художників України з 1992 року. Син художників Тамари і Тимофія Лящуків, брат художниці Лесі Григорової.
Твори зберігаються в музеях та приватних колекціях. 

## З біографії
Народився 10 березня 1961 року в місті Києві. 1988 року закінчив Київський художній інститут, де навчався, зокрема, у Віктора Шаталіна.
Жив у Києві, в будинку на Русанівському бульварі, № 4, квартира № 64 та в будинку на вулиці Мілютенка, № 7, квартира № 153. Помер у Києві 29 грудня 2015 року.

## Творчість
Працював у галузі станкового живопису, у реалістичному стилі писав тематичні картини, портрети. Серед робіт:
- «Холодний Яр» (1988);
- «Пісня для сина» (1989);
- «Глечики» (1990);
- «Освячення» (1990);
- «Сон» (1991);
- «Весільний обряд» (1991);
- «Спокуса» (1992);
- «Впійманий Купідон» (1992);
- «Сумні паяци» (1993);
- «Закохані» (1994);
- «Меланхолія» (1995);
- «Троїцька церква» (2001).

З 1990-х років брав участь у мистецьких виставках.